# E34号線
E34号線 (E34ごうせん、英: European route E34)は 欧州自動車道路のAクラス幹線道路。
ベルギーのブルッヘの港であるゼーブルッヘを基点にドイツのヴェーザー川河畔のバート・エーンハウゼンまでを結ぶ。

## 経路
- ベルギー
  - E403号線,E404号線 - ゼーブルッヘ（英語版）
  - E17号線,E19号線,E313号線 - アントウェルペン
- オランダ
  - E25号線,E312号線 - アイントホーフェン
  - フェンロー
- ドイツ
  - E35号線 - オーバーハウゼン
  - E37号線,E41号線,E331号線 - ドルトムント
  - E30号線 - バート・エーンハウゼン